# III liga polska w piłce siatkowej kobiet
III liga polska w piłce siatkowej kobiet (zwana również w woj. śląskim I ligą wojewódzką w piłce siatkowej kobiet) jest czwartą w hierarchii - po PLS (TAURON Lidze), I lidze i II lidze - klasą żeńskich ligowych rozgrywek siatkarskich w Polsce. Rywalizacja w niej toczy się - co sezon, systemem ligowym - o awans do II ligi, a za jej prowadzenie odpowiadają Wojewódzkie Związki Piłki Siatkowej. W województwie śląskim najsłabsze drużyny są relegowane do IV ligi.